# 大谷山
大谷山（おおたにやま）は、福井県三方郡美浜町および滋賀県高島市の山塊である。

## 概要
山頂付近には樹木がないため、琵琶湖だけでなく、黄砂やガスの影響がなければ鈴鹿山脈や白山連峰を眺めることもできる。
高島トレイルのルート上にある。真柄越をはさみまた赤坂山へ林道の峠を隔て大御影山に通じる。